# 殊域周咨录
《殊域周咨录》是明朝行人司行人和刑科右给事中严从简，在明神宗万历二年（1574年）始撰写的一部关于明朝边疆历史和中外交通史的书籍；於1583年成書。严从简，别号绍峰子，明代浙江嘉禾人。嘉靖三十八年进士，曾任婺源县丞和扬州同知，后入行人司任行人和刑科右给事中。
明朝时中国和周边国家、海外国家往来密切，明太祖派使臣出使朝鲜、琉球、日本、安南、真腊、三佛齐、古里、哈烈、撒马儿罕等国；明成祖派三宝太监郑和下西洋。明太祖设立行人司，掌管外事。
在行人司任职的严从简，接触许多外来使臣，得知海外国家和边疆国家的状况，又掌握大量内部文件和记录，为他撰写此书打下基础。他撰写此书时参考了大量前人的著作，但他认为历史记录可从书中查到，但中外来往的内部文件则是外间难以见到，因此他厚今薄古，偏重记述当代的事件，为明朝出使外国的使臣提供参考。
《殊域周咨录》将女直列入东北夷，因此在清朝被列为禁书。

## 内容
《殊域周咨录》共24卷，以厚今薄古的宗旨，着重叙述当代边疆各国和海外国家的人文、风土、地理、以及和中国的来往，并将周边国家，按地理方位分为东夷、西戎、南蛮、北狄：
- 东夷：朝鮮、日本、琉球、
- 南蛮：安南、占城、真臘、暹羅、滿剌加、爪哇、三佛齊、浡泥、瑣里、蘇門答剌、錫蘭、蘇祿、麻剌、忽魯謨斯、佛郎機、
- 西戎：吐蕃、拂菻、榜葛剌、默德那、天方、土魯番、哈密卫、赤斤蒙古、安定卫、阿端卫、曲先卫、罕東卫、火州、撒馬兒罕、亦力把力、于闐、哈烈
- 北狄：韃靼、兀良哈。
- 东北夷：女直。[1]

## 版本
- 北京图书馆万历年刻本。《殊域周咨录》卷二十四将女直称为东北夷，在清代成为禁书，无刻本或抄本。
- 故宫博物院 民国十九年铅字本

## 外部連結
- .   [2009-03-12]. （原始内容存档于2020-09-28） （中文）.